# ژان-پل آگون
ژان-پل آگون (به فرانسوی: Jean-Paul Agon) (زاده ۶ ژوئیه ۱۹۵۶) بازرگان، کارآفرین و مدیر ارشد اجرایی فرانسوی است، که به‌عنوان مدیر عامل اجرایی و رییس هیئت مدیره شرکت لورئال (بزرگترین شرکت آرایشی و بهداشتی جهان) فعالیت می‌نماید.
آگون در پی فارغ‌التحصیلی از دانشگاه پاریس تک در سال ۱۹۷۸ به شرکت لورئال پیوست و در سال ۲۰۰۱ مدیرعامل لورئال آمریکا گردید. وی در سال ۲۰۰۶ از سوی هیئت مدیره این شرکت، به‌عنوان مدیر عامل اجرایی گروه لورئال انتخاب شد، سپس در ماه فوریه سال ۲۰۱۱ به‌عنوان رییس هیئت مدیره این شرکت منصوب گردید.